# توكل أباد هنرمند (غلزار بردسير)
توکل أباد هنرمند (بالفارسية: توکل‌آباد هنرمند) هي قرية تقع في إيران في البلدة المركزية. يقدر عدد سكانها بـ 26 نسمة .